# 天神ロフトビル
ラズ福岡天神（ラズふくおかてんじん）は、福岡県福岡市中央区渡辺通四丁目にある商業ビル。いわゆる「天神地区」の南端に位置する。
1989年の開業時はユーテクプラザ天神という電気店、1994年9月からはジークス天神という名称で営業していたが、2007年11月15日にロフトが出店したことで再び名称を変更した。2023年3月で当地での営業を終了し、新生ミーナ天神ビルで2023年4月28日に再開業する予定になっている。なお移転に伴い天神ロフトビルは4月1日付でLuz福岡天神に名称変更。同年11月17日にスーパースポーツゼビオ福岡天神店として生まれ変わった

## 施設概要
- 構造：地下1階、地上9階。
- 店舗面積：6,231m2。

### 天神ロフト
2007年11月15日に開店。ロフトとしては九州初出店となる。当初はビルの1階 - 7階に入居し、売り場面積は東京の渋谷ロフトとほぼ同規模の約5,500m2。これは、全国にあるロフトでも4番目に大きな規模であった。移転前までは1階 - 6階となり、営業面積は4,195m2てあった。
前述の通り、2023年3月12日で一旦閉店し、2023年4月に新しく生まれ変わるミーナ天神の一テナントとして再開業する予定である。

### ジークス天神
運営会社が破綻したユーテクプラザ天神を引き継ぐ形で、複合商業ビルとして1994年9月に開業、運営会社は株式会社ジークス。2004年10月には全面改装をしてリニューアルオープンした。
2007年9月1日には、ロフトの出店準備として、8階の焼肉店（焼肉ウエスト）と1階のマクドナルド（当時）除く全テナントを地下1階へ移設した。

### チャレンジャーズパーク
2021年8月22日に開業。九州最大級のeスポーツの拠点といわれる。

## 交通アクセス

### 電車
- 西鉄天神大牟田線 西鉄福岡（天神）駅
- 福岡市地下鉄七隈線 天神南駅・渡辺通駅

### バス
- 西鉄バス 天神南バス停
天神警固神社・三越前バス停と天神一丁目バス停も近い。
- JR九州バス『福岡・山口ライナー』 福岡（天神）バス停